# Pauli-spinmatrix
In de natuurkunde zijn de pauli-spinmatrices drie hermitische en unitaire 2×2-matrices. Ze worden meestal aangeduid met de Griekse letter sigma σ, maar ook wel met de tau τ, als ze met de symmetrieën van de isospin in verband worden gebracht. 
De pauli-spinmatrices zijn:
{\displaystyle \sigma _{1}=\sigma _{x}={\begin{pmatrix}0&1\\1&0\end{pmatrix}}}
{\displaystyle \sigma _{2}=\sigma _{y}={\begin{pmatrix}0&-i\\i&0\end{pmatrix}}}
{\displaystyle \sigma _{3}=\sigma _{z}={\begin{pmatrix}1&0\\0&-1\end{pmatrix}}}
Ze zijn naar de Oostenrijkse natuurkundige Wolfgang Pauli 1900-1958 genoemd, die ze in zijn theorie voor de kwantummechanische spin gebruikte.
Het spoor van de drie matrices is 0.
De reële deelalgebra die wordt voortgebracht door de {\displaystyle \sigma _{i}}, dus de verzameling van reële of complexe lineaire combinaties van de pauli-spinmatrices, is de volledige verzameling {\displaystyle \mathrm {M} _{2}(\mathbb {C} )} van complexe hermitische 2×2-matrices. Deze algebra is isomorf met de reële clifford-algebra van de {\displaystyle \mathbb {R} ^{3}}, zodat de pauli-spinmatrices voorzien in een expliciet isomorfisme.

## Vermenigvuldigingstabel
Noem
{\displaystyle \sigma _{1}^{2}=\sigma _{2}^{2}=\sigma _{3}^{2}={\begin{pmatrix}1&0\\0&1\end{pmatrix}}=I_{2}}
dan volgt
| {\displaystyle \cdot }      | {\displaystyle I_{2}}       | {\displaystyle \sigma _{1}}                | {\displaystyle \sigma _{2}}                | {\displaystyle \sigma _{3}}                |
| --------------------------- | --------------------------- | ------------------------------------------ | ------------------------------------------ | ------------------------------------------ |
| {\displaystyle I_{2}}       | {\displaystyle I_{2}}       | {\displaystyle \sigma _{1}}                | {\displaystyle \sigma _{2}}                | {\displaystyle \sigma _{3}}                |
| {\displaystyle \sigma _{1}} | {\displaystyle \sigma _{1}} | {\displaystyle I_{2}}                      | {\displaystyle \mathrm {i} \ \sigma _{3}}  | {\displaystyle -\mathrm {i} \ \sigma _{2}} |
| {\displaystyle \sigma _{2}} | {\displaystyle \sigma _{2}} | {\displaystyle -\mathrm {i} \ \sigma _{3}} | {\displaystyle I_{2}}                      | {\displaystyle \mathrm {i} \ \sigma _{1}}  |
| {\displaystyle \sigma _{3}} | {\displaystyle \sigma _{3}} | {\displaystyle \mathrm {i} \ \sigma _{2}}  | {\displaystyle -\mathrm {i} \ \sigma _{1}} | {\displaystyle I_{2}}                      |

dus
{\displaystyle \sigma _{i}\sigma _{j}=-\sigma _{j}\sigma _{i}\ } voor {\displaystyle i\neq j}